# Antonin-Tri Hoang
Antonin-Tri Hoang (* 1989 in Paris) ist ein französischer Jazzmusiker (Klarinetten, Altsaxophon, Komposition).

## Leben und Wirken
Hoang erhielt ab dem Alter von neun Jahren klassischen Klarinettenunterricht, begann aber bald, sich für Swingmusik zu interessieren. Sein Stiefvater, ein Amateurmusiker im Bereich des Gypsy-Jazz ermutigte ihn früh, zu improvisieren. Bereits 2005 begann er auf dem Pariser Konservatorium, in der Jazzklasse von Riccardo Del Fra zu studieren, um dann die Improvisationsklasse von Vinci Le Quang zu besuchen. 2007 schrieb er ein Michel Legrand gewidmetes Stück, das er mit diesem in New York aufführte. Auch komponierte er die Musik für zwei Filme von Ambarish Mannepalli, Chassé-croisé (2008) und Wink of the Eye (2009). 2009 holte Daniel Yvinec ihn in das Orchestre National de Jazz, mit dem er drei Alben vorlegte. Mit Benoît Delbecq veröffentlichte er 2011 ein Duoalbum. Er ist Mitbegründer der Jazzband Novembre und des Klarinettenquartetts WATT und unterhält ein Duo mit Eve Risser.
Mit Jean-Jacques Birgé und Vincent Ségal spielte er den Soundtrack für den Experimentalfilm Dépaysages von Jacques Perconte ein. Weiterhin gehörte er verschiedenen Improvisations- und Jazzensembles, wie der Großformation Grand Bazar, dem Aum Grand Ensemble, dem White Dessert Orchestra von Risser, der Umlaut Big Band um Pierre-Antoine Badaroux, dem Quintett von Anne Paceo, dem Quartett von Paul Lay (Mikado), den Cloudmakers Five (Traveling Pulse, 2018) um Jim Hart und Michael Janisch oder Matteo Bortones Travellers an. In Deutschland tritt er auch mit dem Lisbeth Quartett auf. Zwischen 2009 und 2021 hat er Tom Lord zufolge an 21 Aufnahmen im Bereich des Jazz teilgenommen.

## Diskographische Hinweise
- Antonin-Tri Hoang & Benoît Delbecq Aéroplanes (Bee Jazz 2011)
- Watt (LP 2013)[5]
- Watt (Becoq Records 2015)
- Novembre, Calques (Label Vibrant 2015)
- AUM Grand Ensemble: You've Never Listened to the Wind (Onze Heures Onze 2018, mit Julien Pontvianne, Jean-Brice Godet, Jozef Dumoulin, Tony Paeleman, Alexandre Herer, Richard Comte, Amélie Grould, Stéphane Garin, Youen Cadiou, Simon Tailleu, Julien Loutelier, Ellen Giacone, Dylan Corlay, Pierre Favrez)
- Umlaut Big Band: The King of Bungle Bar (2023)